# EML Admiral Cowan
L'EML Admiral Cowan (M313) est un chasseur de mines de classe Sandown. Anciennement HMS Sandown, il était le navire de tête de sa classe de la Royal Navy, il est maintenant un navire de la marine estonienne. Renommé EML Admiral Cowan, il est le navire amiral de la marine estonienne et fait partie de la flottille de déminage de la marine estonienne (en). Il est également le premier des trois chasseurs de mines modernisés de la classe Sandown reçus.

## Historique
Le HMS Sandown est construit par Vosper Thornycroft, sa quille est déposée au chantier naval de Woolston le 2 février 1987 puis il est lancé le 18 avril 1988 par la duchesse de Gloucester, en tant que navire de tête de la classe de 12 navires des chasseurs de mines Sandown. Le Sandown entre en service un an plus tard, le 9 juin 1989,.
Après sa mise en service, le Sandown réalise un vaste programme d'essais, et n'est pleinement opérationnel qu'en décembre 1992, ayant des problèmes avec son équipement de sonar. Il participe à un certain nombre d'opérations en appui de la flotte britannique, notamment dans le cadre d'une opération dirigée par l'OTAN entre le 12 juin et le 26 août 1999, avec le navire HMS Atherstone (en) et le navire d'étude HMS Bulldog (en). L'opération vise à débarrasser l'Adriatique des bombes larguées pendant la campagne du Kosovo. Ensemble, le Sandown et l'Atherstone se chargent d'environ 20% des 93 bombes et missiles localisés et détruits.
Le 16 janvier 2000, le Sandown localise l'épave du Solway Harvester (en). Le Sandown passe juillet 2002 à participer à un exercice international, après quoi il est déployé en Méditerranée pour participer à l'exercice Argonaut 02 qui dure jusqu'à Noël. Le Sandown est également déployé dans le cadre de l'opération Telic, pour déminer le golfe Persique et balayer les passages dans les ports irakiens.
La Royal Navy désarme le navire et deux de ses jumeaux Bridport et Inverness en 2005, et les vend le 9 octobre 2006 à la marine estonienne. Après une rénovation à Rosyth, le Sandown est officiellement remis à la marine estonienne en avril 2007. Son nouveau nom vient de l'amiral Sir Walter Henry Cowan qui a dirigé les forces navales britanniques dans la Baltique (en) lors leur intervention dans la guerre civile russe, fournissant un soutien naval à l'Estonie pendant la guerre d'indépendance.
Entre juillet et décembre 2018, le navire subit un programme de modernisation dans les installations de Babcock à Rosyth. Il est équipé du système de navigation Thales Sonar 2193 et du système de commande et de contrôle Thales M-CUBE. Sa coque composite et ses systèmes électriques sont réparés et mis à niveau. Ses navires jumeaux Sakala et Ugandi sont également modernisés pour un coût total d'environ 30 millions d'euros.